# Carl Rümpler (Unternehmen)
Carl Rümpler in Hannover war ein im 19. Jahrhundert betriebener Sortimentsbuchhandel mit angeschlossenem Zeitungsverlag und Antiquariat.

## Geschichte

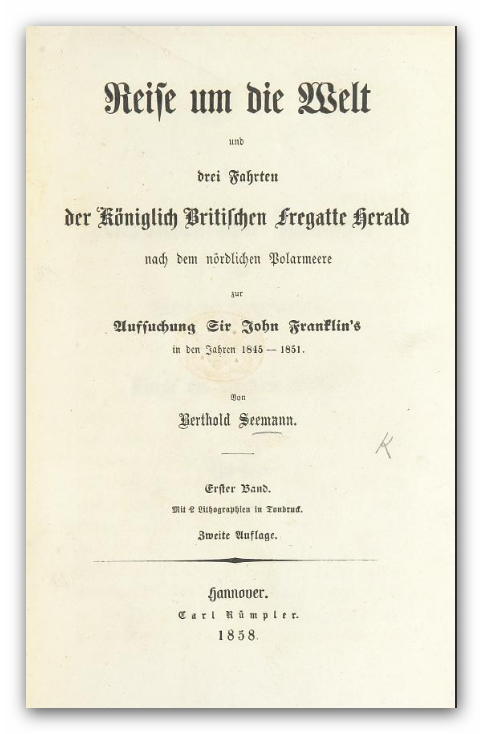
Reise um die Welt und drei Fahrten der Königlich Britischen Fregatte Herald nach dem nördlichen Polarmeer … von Berthold Seemann, 2. Auflage, 1858 im Verlag Carl Rümpler erschienen

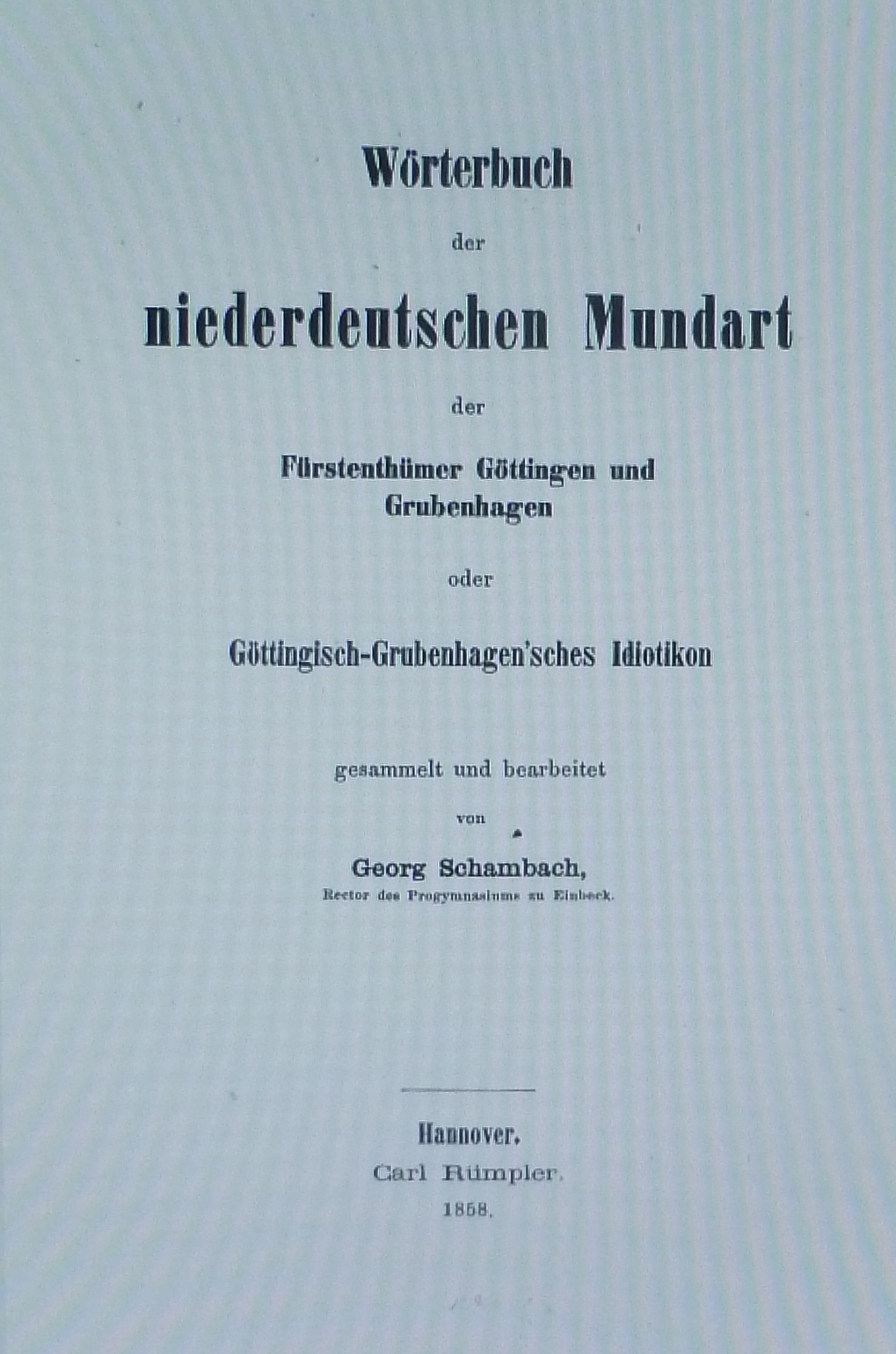
Wörterbuch der niederdeutschen Mundart der Fürstentümer Göttingen und Grubenhagen von Georg Schambach, 1858

Das Unternehmen wurde zu Johannis des Jahres 1848 in Hannover gegründet, seinerzeit in der Residenzstadt des Königreichs Hannover kurz nach dem Beginn der Märzrevolution. Der gleichnamige Verleger Carl Rümpler betrieb zunächst eine Sortimentsbuchhandlung, wurde aber rasch auch verlegerisch tätig.
Am 1. Mai 1858 trennte sich Carl Rümpler von seinem Buchhandel, der anfangs noch als Rümpler'sche Sortimentsbuchhandlung, bald aber unter dem Namen des Käufers Theodor Schulze weitergeführt wurde in Verbindung mit einem Kunsthandel und einem Antiquariat.
Rümpler intensivierte stattdessen seine verlegerischen Aktivitäten. Laut dem Adressbuch der Königlichen Haupt- und Residenzstadt Hannover für 1866 hatte der Kommerzienrat und Verlagsbuchhändler (Ernst) Karl Rümpler seinen Sitz seinerzeit in der Windmühlenstraße 7.

## Publikationen (Auswahl)
Carl Rümpler gab allein in den ersten 27 Jahren seines Unternehmens laut seinem Verlagskatalog nahezu 600 Werke heraus, durch die er bald zur „ersten Reihe der Förderer deutscher Wissenschaft“ gerechnet wurde. Zu den größeren Verlagswerken zählten beispielsweise
- das Magazin für Hannoverisches Recht;
- die Zeitschrift des Architekten- und Ingenieur-Vereins zu Hannover;
- 1853–1862: „Bonplandia“, Zeitschrift für die gesamte Botanik;
- die sprach- und literaturwissenschaftlichen Werke
  - von Hoffmann von Fallersleben
  - und Oskar Schade;
- Julius Theodor Grunerts Forstliche Blätter (Zeitschrift für Forst- und Jagdwesen);
- „die weltberühmten Werke“ des Forstdirektors Heinrich Christian Burckhardt

sowie zahlreiche naturwissenschaftliche Publikationen etwa von August Nathanael Böhner, Karl Ruß und anderen.
1881 wurde der Rümplersche Verlag aufgelöst, laut dem Adressbuch der Stadt Hannover von 1885 erlosch die Firma im Vorjahr 1884.